# Călinești (gmina Cândești)
Călinești – wieś w Rumunii, w okręgu Botoszany, w gminie Cândești. W 2011 roku liczyła 136 mieszkańców.